# Blake Wagner
Blake Wagner (Atlanta, 29 januari 1988) is een Amerikaans voetballer, die sinds 31 december 2015 zonder club zit. Hij speelde bij North Carolina FC.
Wagner werd bekend op de Bradenton Academy van 2003 tot 2005.
Hij werd gekozen door FC Dallas op de tweede ronde van de MLS SuperDraft van 2006.
2 Munjoma ·
3 Martínez ·
4 Bressan ·
5 Quignón ·
6 Cerrillo ·
7 Obrien ·
8 Acosta ·
9 Ferreira ·
10 Ricaurte ·
11 Schön ·
12 Hollingshead ·
14 Burgess ·
16 Pepi ·
17 Vargas ·
18 Servania ·
19 Pomykal ·
20 Maurer ·
21 ElMedkhar ·
22 Twumasi ·
24 Hedges ·
25 Smith ·
26 Nelson ·
28 Redžić ·
29 Jara ·
30 Zobeck ·
31 Sealy ·
32 Che ·
80 Hernandez ·
99 Megiolaro ·
Coach: Gonzalez
· Assistent-coach: Luccin